# Everything Is Wrong
Everything Is Wrong je třetí studiová deska amerického muzikanta Mobyho, která vyšla v roce 1995. Je to první album Mobyho, které je považováno za čistě elektronické, a které zaznamenalo celosvětový úspěch. Deska se dočkala i remixové podoby, která vyšla v roce 1996.

## Seznam písní
1. Hymn – 3:17
2. Feeling So Real – 3:21
3. All That I Need Is to Be Loved – 2:43
4. Let's Go Free – 0:38
5. Everytime You Touch Me – 3:41
6. Bring Back My Happiness – 3:12
7. What Love? – 2:48
8. First Cool Hive – 5:17
9. Into the Blue (feat. Mimi Goese) – 5:33
10. Anthem – 3:27
11. Everything Is Wrong – 1:14
12. God Moving Over the Face of the Waters – 7:21
13. When It’s Cold I’d Like to Die (feat. Mimi Goese) – 4:13